# Phare de Kihnu
Le phare de Kihnu (en estonien : Kihnu Tuletorn) est un phare situé sur l'île de Kihnu dans le golfe de Riga, de la commune de Kihnu dans le Comté de Pärnu, en Estonie.
Il est géré par l'Administration maritime estonienne ,.

## Histoire
Ce phare a été préfabriqué en Angleterre et assemblé sur l'île en 1865. Il utilise toujours une lentille de Fresnel.

## Description
Le phare  est une tour conique en fonte de 28 mètres de haut, avec une galerie et une lanterne. Le phare est peint en blanc et la lanterne en rouge. Il émet, à une hauteur focale de 29 mètres, deux éclats blancs et rouges selon secteur directionnel, toutes les 12 secondes. Sa portée nominale est de 11 milles nautiques (environ 20 km) pour la lumière blanche et  7 milles nautiques (environ 13 km).
Il est situé au sud de l'île.
Identifiant : ARLHS : EST-028 ; EVA-840 - Amirauté : C-3596 - NGA : 12500.

## Caractéristique dufeu maritime
Fréquence : 12 secondes (W)
- Lumière : 1,5 seconde
- Obscurité : 1,5 seconde
- Lumière : 1,5 seconde
- Obscurité : 7,5 secondes

|                          |
| Île Kihnu (localisation) |

|          |
| Le phare |

### Lien connexe
- Liste des phares d'Estonie